# Adviseur
Een adviseur (Engels: consultant) is iemand die zijn of haar kennis in dienst stelt van anderen en daarbij over het algemeen voor vele verschillende klanten werkt. Een bedrijf dat zich bezighoudt met het geven van dergelijke adviezen wordt een adviesbureau genoemd.

## Opleiding
Voor het beroep adviseur bestaat geen specifieke opleiding, omdat de adviseur specialist is in een bepaald vakgebied. Een adviseur kan bij een adviesbureau of zelfstandig werken.

## Aanpak
Een adviseur moet een (eventueel onduidelijk gedefinieerde) vraag van een klant vertalen in een concrete onderzoeksvraag en die vervolgens beantwoorden. Meestal resulteert het werk van een adviseur in een advies. De klant is vrij om de adviezen al dan niet uit te voeren. De opdrachtgever blijft verantwoordelijk. Als de adviseur wel verantwoordelijkheid gaat dragen kan er sprake zijn van interim-management. Als een advies wordt opgevolgd en het pakt niet goed uit zal er toch ook naar de adviseur gekeken worden en zijn vervolgopdrachten niet vanzelfsprekend. Soms wordt een adviseur gevraagd om nogmaals, maar wel vanuit een onafhankelijk standpunt, op te schrijven wat eigenlijk al eerder bekend was. Soms ook om de mening van de opdrachtgever op papier te zetten en wat meer cachet te geven. Vaak is de informatie ook al binnen een organisatie bekend, maar verspreid en wordt de adviseur gevraagd deze te verzamelen en structureren.
Managementconsultants werken vaak in verschillende teams van adviseurs. Zij nemen de opeenvolgende fases in een project op zich: probleemanalyse, een veranderstrategie ontwikkelen en de uitvoering ervan begeleiden. Samen met de consultants bepaalt het management van een bedrijf de nieuwe richting van het bedrijf. Om dit mogelijk te maken moeten de consultant zich in korte tijd de organisatie(structuur) en financiën van het bedrijf eigen maken. Zij werken daarom vaak in het bedrijf gedurende het project.

## Dienstverband
De meeste adviseurs zijn niet financieel onafhankelijk. Zij zijn meestal ergens in dienst en of moeten als freelancers leven van de opbrengsten van hun opdrachten. Adviseurs werken soms binnen één bedrijf, maar vaker in gespecialiseerde adviesbureaus of adviesnetwerken.

## Voorbeelden
Voorbeelden van gespecialiseerde adviseurs zijn:
- accountant
- belastingadviseur
- organisatieadviseur of managementconsultant
- financieel adviseur
- verzekeringsadviseur
- adviseur voor werving en selectie van personeel: advies omtrent personeel & arbeid
- adviseur inzake studie- of beroepskeuze
- juridisch adviseur
- bouwkundig adviseur
- onderwijskundig adviseur

Er zijn vele adviseurs op een specifiek technisch gebied, zo zijn er in Nederland in 2004 een paar honderd adviseurs werkzaam op het gebied van geluidshinder.

## Trivia
Gelet op de grote hoeveelheden publiek geld die de afgelopen jaren – zonder duidelijk aanwijsbare resultaten – richting consultancy zijn gevloeid (in 2007 via de rijksoverheid alleen al bijna 1,2 miljard euro, vier keer zoveel als tien jaar eerder en een ruime verdubbeling ten opzichte van 2004), ligt de branche de laatste tijd in toenemende mate onder vuur. Dit bracht minister van Binnenlandse Zaken Guusje ter Horst op enig moment tot de volgende aardigheid: "Weet u wat het verschil is tussen een consultant en een trolleybus? Een trolleybus stopt als hij de draad kwijt is."